# Heleniella ornaticollis
Heleniella ornaticollis är en tvåvingeart som först beskrevs av Edwards 1929.  Heleniella ornaticollis ingår i släktet Heleniella och familjen fjädermyggor. Arten är reproducerande i Sverige. Inga underarter finns listade i Catalogue of Life.